# Protagonist
Protagonist (van het Grieks protagonistes (πρωταγωνιστής); de hoofdrolspeler) is het personage waar het verhaal van een film, toneelstuk of boek om draait. In een klassieke vertelling gaat het meestal om een personage of een koppel, maar in andere media kunnen dit meerdere personages zijn. De term wordt ook vaak gebruikt als synoniem voor de held van het verhaal. In overdrachtelijke zin heeft protagonist ook de betekenis van voorvechter, wegbereider, pionier.

## Achtergrond
De protagonist (in Engelse handboeken soms the pivotal character genoemd) is duidelijk het belangrijkste en daarom meest uitgewerkte personage in het verhaal.
Meestal leidt hij of zij in het begin een rustig leventje tot er iets gebeurt. Dit is vaak een ontwikkeling met dramatische gevolgen. In de introductie van het personage - tijdens de setup van het verhaal - wordt duidelijk gemaakt wie hij is, wat hij doet en wat hem beweegt. Zodra het publiek weet waarover het gaat, geeft de protagonist aan wat hij wil veranderen: het dramatisch doel is nu vastgesteld. De eigenlijke plot komt nu op gang en wordt in de narratologie de startplotscène genoemd. De Amerikaanse scenarioschrijver Syd Field introduceerde de term plotpoint om een narratieve wending in het verhaal aan te geven. De eerste, gewoonlijk aan het eind van act 1, wordt plotpoint 1 genoemd. De protagonist heeft nu een doel en gaat op weg om dat doel te bereiken.
In de verdere dramatische ontwikkeling van het verhaal moet de protagonist nu keuzes maken die tot een positieve of negatieve ontwikkeling kunnen leiden. Daarvoor zal hij typisch allerlei obstakels moeten overwinnen. Halverwege act 2 is er vaak een keerpunt in het verhaal, dat midpunt wordt genoemd omdat het halverwege het verhaal plaatsvindt. Er gebeurt dan iets dat het verhaal een beslissende wending geeft en waardoor de protagonist gedwongen zal zijn om een keuze te maken waarop hij/zij niet kan terugkomen. Aan het einde van het verhaal is het personage veranderd door alles wat hij/zij heeft meegemaakt.

## Kenmerken
- personage waar in feite alles om draait
- wordt getoond met normale angsten (psychologisch doorzicht)
- status quo wordt verstoord
- wil het evenwicht herstellen
- moet een opdracht vervullen
- zijn belangen staan op het spel
- de scènes worden vanuit zijn standpunt gezien
- actief of reactief
- beslissende keuzes maken
- zijn acties leiden naar een climax
- evolueert en verandert (innerlijk en/of uiterlijk)

## Relaties tot andere personages
De tegenspeler van de protagonist is de antagonist die er alles aan doet opdat de protagonist zijn doel niet zou kunnen bereiken. Het conflict tussen deze twee dramatis personae stuwt het verhaal verder en zij zijn dan ook even belangrijk bij de ontwikkeling van de plot. Het is zelfs zo dat de antagonist soms de rol van het centrale personage krijgt toebedeeld, iemand waaromheen het hele verhaal is opgebouwd. 
Een voorbeeld hiervan is Salieri in de film Amadeus, Mozarts tegenstrever, die de belangrijkste oorzaak van de acties in het verhaal is. Hetzelfde kan worden gezegd van the Joker, de antagonist van Batman in The Dark Knight.
Andere personages zijn de deuteragonist (het tweede personage) en de tritagonist (het derde personage); ook wel 'pivotal' genoemd. Deze sturen de protagonist een nieuwe richting uit; ze laten hem als het ware draaien, tollen ('pivoteren').

## Typen protagonisten
Meestal is de protagonist de held(in) van een verhaal. Mogelijke typen protagonisten zijn
- Held(in): de klassieke protagonist.
- Groep held(inn)en: meerdere personages spelen een even belangrijke rol.
- Antiheld(in): handelt in eerste instantie vaak uit eigenbelang, maar ontwikkelt zich gedurende het verhaal soms tot held(in).
- Slechterik: vaak is de slechterik de antagonist van een verhaal, maar hij/zij kan ook de hoofdpersoon zijn.
- Ondersteunende protagonist: het verhaal wordt verteld vanuit een ander personage dan degene die de meeste actie meemaakt.
- Valse protagonist of nep-protagonist: een bepaald personage lijkt de hoofdpersoon van een verhaal te gaan worden, maar dit blijkt toch niet zo te zijn.

## Valse protagonist

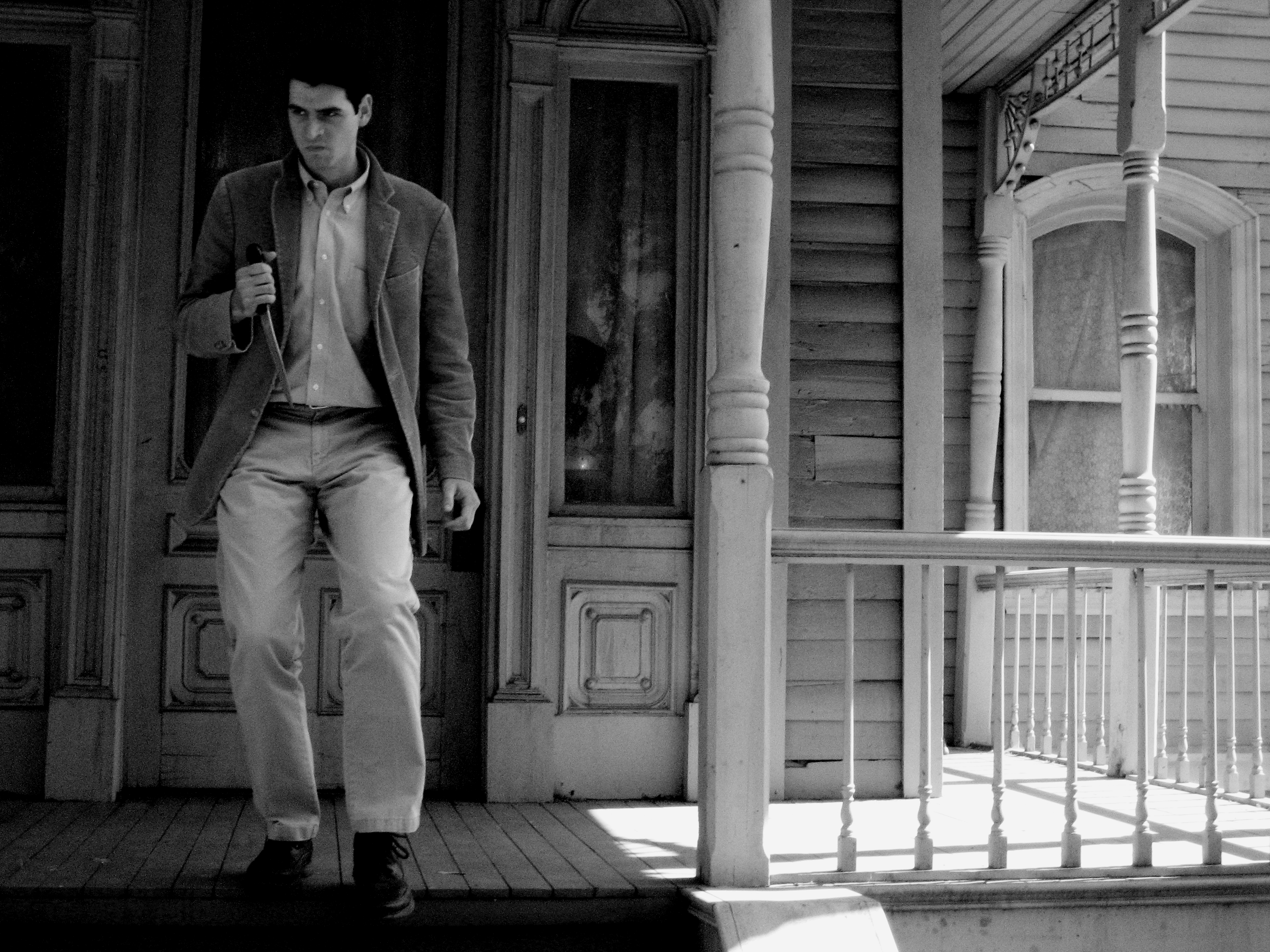
Norman Bates in Psycho

De valse protagonist is een literaire techniek, een red herring, waarbij het publiek of de lezer van een verhaal op het verkeerde been wordt gezet. Hierbij wordt al vroeg een personage geïntroduceerd dat alle kenmerken van de protagonist heeft en waarvan de lezer dus automatisch aanneemt dat dit de protagonist moet zijn, maar die later toch niet de protagonist blijkt te zijn. Dit element wordt vaak gebruikt om het verhaal een onverwachte wending te geven.
Een voorbeeld is de film Psycho. Hierin lijkt het personage Marion Crane de protagonist te zijn, daar men haar in het begin van de film de hele tijd volgt. Maar dan wordt ze onverwacht vermoord en blijkt ze dus toch niet het hoofdpersonage te zijn. Door haar tot een valse protagonist te maken hoopte regisseur Alfred Hitchcock haar dood extra schokkend te maken, en moordenaar Norman Bates extra angstaanjagend.